# Вежонка
Вежонка (пол. Wierzonka, нім. Waldhof) — село в Польщі, у гміні Сважендз Познанського повіту Великопольського воєводства.
Населення — 417 осіб (2011).
У 1975-1998 роках село належало до Познанського воєводства.

## Демографія
Демографічна структура станом на 31 березня 2011 року:
|          | Загалом | Допрацездатний вік | Працездатний вік | Постпрацездатний вік |
| -------- | ------- | ------------------ | ---------------- | -------------------- |
| Чоловіки | 217     | 45                 | 149              | 23                   |
| Жінки    | 200     | 44                 | 114              | 42                   |
| Разом    | 417     | 89                 | 263              | 65                   |